# Saussureinae
Saussureinae, podtribus glavočika, dio tribusa Cardueae u potporodici Carduoideae. Sastoji se od 5 rodova

## Rodovi
1. Saussurea DC. (517 spp.)
2. Dolomiaea DC. (20 spp.)
3. Anacantha (Iljin) Soják (2 spp.)
4. Cavea W.W.Sm. & Small (1 sp.)
5. Jurinea Cass. (246 spp.)